# Axiogynodiastylis kopua
Axiogynodiastylis kopua är en kräftdjursart som beskrevs av Sarah Gerken 200. Axiogynodiastylis kopua ingår i släktet Axiogynodiastylis och familjen Gynodiastylidae. Inga underarter finns listade i Catalogue of Life.